# Стейниц, Пауль
 Пауль Сте́йниц (Штайниц; англ. Paul Steinitz) (25 августа 1909, Чичестер — 21 апреля 1988, Олд Окстед) — британский дирижёр-аутентист и органист. Он был одним из пионеров практики аутентичного исполнения. Посвятил свою жизнь музыке Иоганна Себастьяна Баха. Основатель хора, Лондонского Общества Баха и в последующем инструментальной группы, Стейниц Бах Плейерс, созданных с целью исполнения произведений Баха в аутентичном историческом стиле. За 25 лет в Лондоне им были исполнены все 208 сохранившиеся баховские кантаты.

## Биография
Пауль Сте́йниц родился в городе Чичестер в английском графстве Западный Суссекс в 1909 году. Его отец был англиканским священником. Стейниц стал студентом Королевской Музыкальной Академии и одновременно Джорджа Олдройда. Он был одаренным органистом, получившим свой диплом ФРЦО в 1930 году. В тридцатые годы двадцатого века был музыкальным директором церкви Святой Марии (Ашфорд в графстве Кент). Он был поглощен изучением музыки И. С. Баха, получив степень доктора наук в Лондонском Университете.
В 1946 году он основал Лондонское Общество Баха. Потом стал музыкальным директором и органистом в историческом монастырской церкви святого Варфоломея Великого в Лондоне, преподавателем Лондонского Университета и профессором Королевской Музыкальной Академии.

## Лондонское Общество Баха
Стейниц основал Лондонское Общество Баха с целью исполнения музыки Баха свободной от романтического преувеличения, обычного в исполнении музыки барокко в то время. С 1950 года он исполнял вокальные пьесы Баха на немецком языке. В 1952 году он дирижировал первым в Великобритании исполнением (Страсти по Матфею в комплетной и подлинной немецкой форме.
В 1958 году Стейниц начал свой проект исполнения в Лондоне всех 208 кантат Баха. Проект был закончен в 1987 году, незадолго до его смерти. Основал Стейниц Бах Плейерс, группу профессиональных музыкантов, которые разделяли его взгляды. Каждый Великий Пост они исполняли одно из двух великих произведений — («Страсти по Матфею» или иногда «Страсти по Иоанну»). Группа ездила в турне в США, Израиль, Германскую Демократическую Республику (два раза, включая исполнения в храме, где Бах сам был кантором — Церковь святого Фомы (Лейпциг) (нем. Thomaskirche в Лейпциге) и в Болгарию.
Музыкальный репертуар Стейница не ограничивался Бахом и другими композиторами музыки барокко. Он был чемпионом современных, в основном британских, композиторов. Заказы и прапремьеры начали поступать регулярно с 50-х и 60-х годов и включали произведения Игора Стравинского, Бруно Мадерна, Луиджжи Даллапиккола, Питера Максвелла Дэвиса, Джона Тавернера, Антоны Мильнера, Станли Глассера (на языке Зулу), Кристофера Броуна, Джеффрея Бургона, и его собственного ученика Николаса Моу.

## Достижения, награды и личная жизнь
Произведения Стейница включают раздел по Немецкой церковной музыке XVIII века The New Oxford History of Music, учебники по гармонии для студентов музыки и книги «Страсти Баха», «Бах для хоров» и «Исполнение вокальной музыки Баха».
Пауль Стейниц был Почетным Членом Королевской Музыкальной Академии и Королевского Колледжа Органистов. Он был награждён Орденом Британской Империи в 1985 году, году трехсотлетия рождения Баха.
Доктор Стейниц умер в апреле 1988 года после недолгой болезни. Был преданным Квакером, живо верующим, что музыка может влиять на примирение разных политических взглядов.
В настоящее время[какое?] вдова Стейница продолжает его работу, развивая Лондонское Общество Баха и организуя ежегодный баховский фестиваль (Бах Фэст).